# Oxyprosopus neavei
Oxyprosopus neavei là một loài bọ cánh cứng trong họ Cerambycidae.